# Yoshino (Nara)
Yoshino (jap. 吉野町 Yoshino-chō) – miasto w Japonii, na wyspie Honsiu, w prefekturze Nara. Według danych na rok 2020 miejscowość zamieszkiwało 6 229 mieszkańców , a gęstość zaludnienia wyniosła 65,1 os./km².